# هانده دوغان‌دمیر
هانده دوغان‌دمیر (Hande Doğandemir) بازیگر ترکیه ای متولد ۲۲ نوامبر ۱۹۸۵ در شهر آنکارا است.وی در ابتدا کارش را با بازی در تبلیغات تلویزیونی آغاز کرد. سپس در سال 2111 از طرف شبکه TRT ترکیه بازی در سریال غم و اندوه بهش پیشنهاد شد که شروع بازیگری حرفه ای اش بود و سرانجام در سال 2113 برای اولین بار بازی در نقش اول را در سریال در انتظار آفتاب ( Güneşi Beklerken ) و در نقش زینب تجربه کرد .همچین در سریال ماه پیکر ایفای نقش کرده در نقش تورخان سلطان که جز اثار به یاد ماندنی اوست وی فارغ‌التحصیل رشته جامعه‌شناسی از دانشگاه آنکارا می‌باشد و مدتی را در قالب بورسیه اراسموس در  رشته زبان در دانشگاه لیل فرانسه به تحصیل پرداخت.

## فعالیت هنری[۲]
| عنوان اثر           | تاریخ | نقش          |
| ------------------- | ----- | ------------ |
| چاقوی تیز           | 2010  | آسلی کاراچ   |
| نرو                 | 2011  | آسلی         |
| دنیای عبرت          | 2012  | ایپک شنوجای  |
| نذار اینطور تموم شه | 2012  | جیلان        |
| لیلی و مجنون        | 2013  | شانس         |
| در انتظار آفتاب     | 2014  | زینب ایلماز  |
| همه چیز از عشق      | 2016  | پلین         |
| عشق زندگیم          | 2016  | گوکچه        |
| ماه‌پیکر             | 2017  | تورهان سلطان |